# Fonctionnaire érudit
 (juillet 2016).

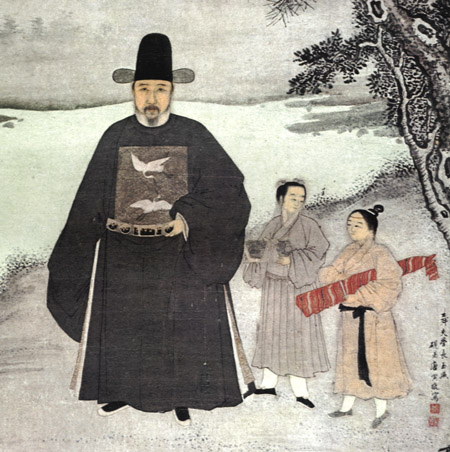
Portrait du XVe siècle du fonctionnaire Ming Jiang Shunfu. Les deux grues sur sa poitrine constituent un « carré mandarin », indiquant qu'il est un fonctionnaire civil de premier rang.

Les fonctionnaires érudits, aussi connus sous les noms érudits bureaucrates ou lettrés (chinois : 士大夫 ; pinyin : shì dàfū) sont des fonctionnaires nommés par l'empereur de Chine, responsables de la gestion au jour le jour, de la dynastie Han à la fin de la dynastie Qing en 1912, dernière dynastie impériale chinoise. 

## Histoire
Après la dynastie Sui, ces fonctionnaires proviennent principalement des lettrés (chinois : 绅士 ; pinyin : Shenshi) qui ont obtenu des diplômes universitaires (tels que xiucai, juren, ou jinshi) en passant les examens impériaux. Les fonctionnaires lettrés sont formés en calligraphie et en textes confucéens. Ils dominent le gouvernement et la vie locale de la Chine jusqu'en 1911. Contrairement à la gentry d'Angleterre ou d'Europe, leur statut est fondé sur le mérite et non leur origine sociale.
Comme seuls quelques-uns peuvent devenir fonctionnaires des tribunaux locaux, la majorité des lettrés séjourne dans les villages ou les villes en tant que dirigeants sociaux. Ils remplissent des tâches de protection sociale, enseignent dans les écoles privées, aident à négocier les petits litiges, supervisent des projets communautaires, maintiennent la loi et l'ordre local, dirigent les cérémonies confucéennes, aident à la collecte des impôts du gouvernement et prêchent les enseignements moraux confucéens. En tant que classe, ces savants prétendent représenter la morale et la vertu. Le magistrat de district, qui de par la réglementation n'est pas autorisé à servir dans son district natal, dépend de la petite noblesse locale pour obtenir des conseils et pour mener à bien des projets.
Le système de fonctionnaires lettrés et d'examens impériaux est adopté et adapté par plusieurs États vassaux de la Chine, en particulier le royaume de Ryūkyū (Okinawa), qui envoie des étudiants en Chine sur une base régulière, et maintient un centre d'apprentissage du chinois à Kume à partir duquel sont sélectionnés les administrateurs et les fonctionnaires de gouvernement du royaume.

## Effets
Le fondement de la méritocratie savante est basé sur la maîtrise des classiques confucéens ce qui a des effets importants sur la société chinoise.
Théoriquement, ce système se traduit par une classe dirigeante très méritocratique où les meilleurs étudiants dirigent le pays. Les examens donnent à beaucoup de gens la possibilité de poursuivre le pouvoir politique et les honneurs - et donc encouragent la poursuite sérieuse de l'éducation formelle. Comme le système n'a pas de discrimination formelle fondée sur le statut social, il fournit un moyen de mobilité sociale ascendante, indépendamment de l'âge ou de la classe sociale.
Cependant, même si l'importance mise par la bureaucratie sur l'interrogatoire relatif à la littérature confucéenne assure que les écrivains les plus éloquents et les érudits atteignent des positions élevées, le système manque de garanties formelles contre la corruption politique, à part les enseignements moraux de Confucius testés par les examens. Une fois leur avenir politique déterminé par la réussite aux examens, des fonctionnaires de haut rang sont souvent tentés par la corruption et l'abus de pouvoir. Par ailleurs, le relativement faible statut des militaires professionnels dans la société confucéenne décourage l'efficacité et la méritocratie similaire dans l'armée.

## Source de la traduction
- (en) Cet article est partiellement ou en totalité issu de l’article de Wikipédia en anglais intitulé « Scholar-official » (voir la liste des auteurs).